# Тай лой (язык)
Тай лой (Aw-aak, Bulang-Su, Doi, Khabe, Kon Doi, Kon Loi, Loi, Monglwe, Muak Sa-aak, Tai Loi, Tailoi, Wakut) — мон-кхмерский язык, на котором говорит народ тай лой, проживающий на востоке штата Шан, севернее населённого пункта Монг-Яунг в Мьянме, а также в округе Лонг провинции Луангнамтха в Лаосе. Несколько человек, возможно, также проживают в Китае.
Также у языка есть диалекты дой, санюнг-муак и тайлой.